# Lenguas polinesias
Las lenguas polinesias forman parte de la familia austronesia y son características de la región Polinesia.
Son cerca de 40 lenguas; de ellas, las más habladas son el samoano, tongano, tahitiano, maorí y hawaiano. Su divergencia es relativamente reciente, con una antigüedad de unos 2000 años, por lo que son evidentes las similitudes.

## Clasificación
Tradicionalmente, se consideran divididas en dos ramas:
- Tónguico: lenguas de Tonga y Niue.
- Polinesio nuclear:
  - Lenguas polinesias occidentales: en Samoa, Tokelau, Wallis y Futuna, Tuvalu y grupos polinesios de Micronesia (Kapingamarangi, Nukuoro) y Melanesia (pequeñas islas del nordeste de Papúa-Nueva Guinea e islas Salomón y algunas de Vanuatu y Nueva Caledonia).
  - Lenguas polinesias orientales: en Hawái, Polinesia Francesa (Marquesas, Tuamotú, Australes), islas Cook (excepto el pukapukano, que es del grupo occidental), maorí de Nueva Zelanda; y el idioma rapanui en la isla de Pascua como la lengua más diferenciada.

Sin embargo, investigaciones de 2000 y más recientes, consideran al grupo polinesio occidental (o Samoic-outlier) como parafilético. El siguiente árbol filogenético de las lenguas más importantes (2008) se basa en la relación entre grupos según porcentajes de confiabilidad:
|  | rapanui, marquesano                                                                 |
|  |                                                                                     |
|  | \| \| rarotongano \| \| \| \| \| \| hawaiano, maorí, tahitiano, moriori \| \| \| \| |
|  |                                                                                     |
|  | rarotongano                                                                         |
|  |                                                                                     |
|  | hawaiano, maorí, tahitiano, moriori                                                 |
|  |                                                                                     |

|  | rarotongano                         |
|  |                                     |
|  | hawaiano, maorí, tahitiano, moriori |
|  |                                     |

|  | rapanui, marquesano                                                                 |
|  |                                                                                     |
|  | \| \| rarotongano \| \| \| \| \| \| hawaiano, maorí, tahitiano, moriori \| \| \| \| |
|  |                                                                                     |
|  | rarotongano                                                                         |
|  |                                                                                     |
|  | hawaiano, maorí, tahitiano, moriori                                                 |
|  |                                                                                     |

|  | rarotongano                         |
|  |                                     |
|  | hawaiano, maorí, tahitiano, moriori |
|  |                                     |

|  | rapanui, marquesano                                                                 |
|  |                                                                                     |
|  | \| \| rarotongano \| \| \| \| \| \| hawaiano, maorí, tahitiano, moriori \| \| \| \| |
|  |                                                                                     |
|  | rarotongano                                                                         |
|  |                                                                                     |
|  | hawaiano, maorí, tahitiano, moriori                                                 |
|  |                                                                                     |

|  | rarotongano                         |
|  |                                     |
|  | hawaiano, maorí, tahitiano, moriori |
|  |                                     |

|  | rapanui, marquesano                                                                 |
|  |                                                                                     |
|  | \| \| rarotongano \| \| \| \| \| \| hawaiano, maorí, tahitiano, moriori \| \| \| \| |
|  |                                                                                     |
|  | rarotongano                                                                         |
|  |                                                                                     |
|  | hawaiano, maorí, tahitiano, moriori                                                 |
|  |                                                                                     |

|  | rarotongano                         |
|  |                                     |
|  | hawaiano, maorí, tahitiano, moriori |
|  |                                     |

|  | rapanui, marquesano                                                                 |
|  |                                                                                     |
|  | \| \| rarotongano \| \| \| \| \| \| hawaiano, maorí, tahitiano, moriori \| \| \| \| |
|  |                                                                                     |
|  | rarotongano                                                                         |
|  |                                                                                     |
|  | hawaiano, maorí, tahitiano, moriori                                                 |
|  |                                                                                     |

|  | rarotongano                         |
|  |                                     |
|  | hawaiano, maorí, tahitiano, moriori |
|  |                                     |

|  | rapanui, marquesano                                                                 |
|  |                                                                                     |
|  | \| \| rarotongano \| \| \| \| \| \| hawaiano, maorí, tahitiano, moriori \| \| \| \| |
|  |                                                                                     |
|  | rarotongano                                                                         |
|  |                                                                                     |
|  | hawaiano, maorí, tahitiano, moriori                                                 |
|  |                                                                                     |

|  | rarotongano                         |
|  |                                     |
|  | hawaiano, maorí, tahitiano, moriori |
|  |                                     |

|  | rapanui, marquesano                                                                 |
|  |                                                                                     |
|  | \| \| rarotongano \| \| \| \| \| \| hawaiano, maorí, tahitiano, moriori \| \| \| \| |
|  |                                                                                     |
|  | rarotongano                                                                         |
|  |                                                                                     |
|  | hawaiano, maorí, tahitiano, moriori                                                 |
|  |                                                                                     |

|  | rarotongano                         |
|  |                                     |
|  | hawaiano, maorí, tahitiano, moriori |
|  |                                     |

|  | rapanui, marquesano                                                                 |
|  |                                                                                     |
|  | \| \| rarotongano \| \| \| \| \| \| hawaiano, maorí, tahitiano, moriori \| \| \| \| |
|  |                                                                                     |
|  | rarotongano                                                                         |
|  |                                                                                     |
|  | hawaiano, maorí, tahitiano, moriori                                                 |
|  |                                                                                     |

|  | rarotongano                         |
|  |                                     |
|  | hawaiano, maorí, tahitiano, moriori |
|  |                                     |

|  | rapanui, marquesano                                                                 |
|  |                                                                                     |
|  | \| \| rarotongano \| \| \| \| \| \| hawaiano, maorí, tahitiano, moriori \| \| \| \| |
|  |                                                                                     |
|  | rarotongano                                                                         |
|  |                                                                                     |
|  | hawaiano, maorí, tahitiano, moriori                                                 |
|  |                                                                                     |

|  | rarotongano                         |
|  |                                     |
|  | hawaiano, maorí, tahitiano, moriori |
|  |                                     |

|  | rapanui, marquesano                                                                 |
|  |                                                                                     |
|  | \| \| rarotongano \| \| \| \| \| \| hawaiano, maorí, tahitiano, moriori \| \| \| \| |
|  |                                                                                     |
|  | rarotongano                                                                         |
|  |                                                                                     |
|  | hawaiano, maorí, tahitiano, moriori                                                 |
|  |                                                                                     |

|  | rarotongano                         |
|  |                                     |
|  | hawaiano, maorí, tahitiano, moriori |
|  |                                     |

|  | rapanui, marquesano                                                                 |
|  |                                                                                     |
|  | \| \| rarotongano \| \| \| \| \| \| hawaiano, maorí, tahitiano, moriori \| \| \| \| |
|  |                                                                                     |
|  | rarotongano                                                                         |
|  |                                                                                     |
|  | hawaiano, maorí, tahitiano, moriori                                                 |
|  |                                                                                     |

|  | rarotongano                         |
|  |                                     |
|  | hawaiano, maorí, tahitiano, moriori |
|  |                                     |

|  | rapanui, marquesano                                                                 |
|  |                                                                                     |
|  | \| \| rarotongano \| \| \| \| \| \| hawaiano, maorí, tahitiano, moriori \| \| \| \| |
|  |                                                                                     |
|  | rarotongano                                                                         |
|  |                                                                                     |
|  | hawaiano, maorí, tahitiano, moriori                                                 |
|  |                                                                                     |

|  | rarotongano                         |
|  |                                     |
|  | hawaiano, maorí, tahitiano, moriori |
|  |                                     |

|  | rapanui, marquesano                                                                 |
|  |                                                                                     |
|  | \| \| rarotongano \| \| \| \| \| \| hawaiano, maorí, tahitiano, moriori \| \| \| \| |
|  |                                                                                     |
|  | rarotongano                                                                         |
|  |                                                                                     |
|  | hawaiano, maorí, tahitiano, moriori                                                 |
|  |                                                                                     |

|  | rarotongano                         |
|  |                                     |
|  | hawaiano, maorí, tahitiano, moriori |
|  |                                     |

|  | rapanui, marquesano                                                                 |
|  |                                                                                     |
|  | \| \| rarotongano \| \| \| \| \| \| hawaiano, maorí, tahitiano, moriori \| \| \| \| |
|  |                                                                                     |
|  | rarotongano                                                                         |
|  |                                                                                     |
|  | hawaiano, maorí, tahitiano, moriori                                                 |
|  |                                                                                     |

|  | rarotongano                         |
|  |                                     |
|  | hawaiano, maorí, tahitiano, moriori |
|  |                                     |

|  | rapanui, marquesano                                                                 |
|  |                                                                                     |
|  | \| \| rarotongano \| \| \| \| \| \| hawaiano, maorí, tahitiano, moriori \| \| \| \| |
|  |                                                                                     |
|  | rarotongano                                                                         |
|  |                                                                                     |
|  | hawaiano, maorí, tahitiano, moriori                                                 |
|  |                                                                                     |

|  | rarotongano                         |
|  |                                     |
|  | hawaiano, maorí, tahitiano, moriori |
|  |                                     |

|  | rapanui, marquesano                                                                 |
|  |                                                                                     |
|  | \| \| rarotongano \| \| \| \| \| \| hawaiano, maorí, tahitiano, moriori \| \| \| \| |
|  |                                                                                     |
|  | rarotongano                                                                         |
|  |                                                                                     |
|  | hawaiano, maorí, tahitiano, moriori                                                 |
|  |                                                                                     |

|  | rarotongano                         |
|  |                                     |
|  | hawaiano, maorí, tahitiano, moriori |
|  |                                     |

## Comparación léxica
La siguiente lista muestra una lista de cognados en lenguas polinesias: los datos presentados a continuación proceden de diversas fuentes (Churchward 1959 para el tongano y el pukui, Englert 1977 para el rapanui, Elbert 1986 para el hawaiano) e ilustran la relación de parentesco entre las seis lenguas mencionadas:
| GLOSA              | uno          | dos  | tres  | cuatro | cinco | hombre  | mar  | tabú  | pulpo | canoa | entrar |
| ------------------ | ------------ | ---- | ----- | ------ | ----- | ------- | ---- | ----- | ----- | ----- | ------ |
| Tongano            | taha         | ua   | tolu  | fā     | nima  | taŋata  | tahi | tapu  | feke  | vaka  | hū     |
| Samoano            | tasi         | lua  | tolu  | fā     | lima  | taŋata  | tai  | tapu  | feʔe  | vaʔa  | ulu    |
| Maorí              | tahi         | rua  | toru  | ɸā     | rima  | taŋata  | tai  | tapu  | ɸeke  | waka  | uru    |
| Rapanui            | -tahi        | -rua | -toru | -ha    | -rima | taŋata  | tai  | tapu  | heke  | vaka  | uru    |
| Rarotongano        | taʔi         | rua  | toru  | ʔā     | rima  | taŋata  | tai  | tapu  | ʔeke  | vaka  | uru    |
| Hawaiano           | kahi         | lua  | kolu  | hā     | lima  | kanaka  | kai  | kapu  | heʔe  | waʔa  | ulu    |
| Proto-polinesio[4] | *taha~ *tahi | *rua | *tolu | *fā    | *lima | *taŋata | *tai | *tapu | *feke | *waka | *ulu   |
Los numerales reconstruidos para diferentes ramas de lenguas polinesias son:
| GLOSA | Nuclear | Oriental | Oriental | Proto- polinesio |
| GLOSA |         | Central  | Tahítico | Proto- polinesio |
| ----- | ------- | -------- | -------- | ---------------- |
| 1     |         |          |          | *taha            |
| 2     |         |          |          | *rua             |
| 3     |         |          |          | *tolu            |
| 4     |         |          |          | *faa             |
| 5     |         |          |          | *lima            |
| 6     |         |          |          | *ono             |
| 7     |         |          |          | *pitu~ *whitu    |
| 8     |         |          |          | *walu            |
| 9     |         |          |          | *iwa             |
| 10    |         |          |          | *ŋa-puluq        |